# Carlinga

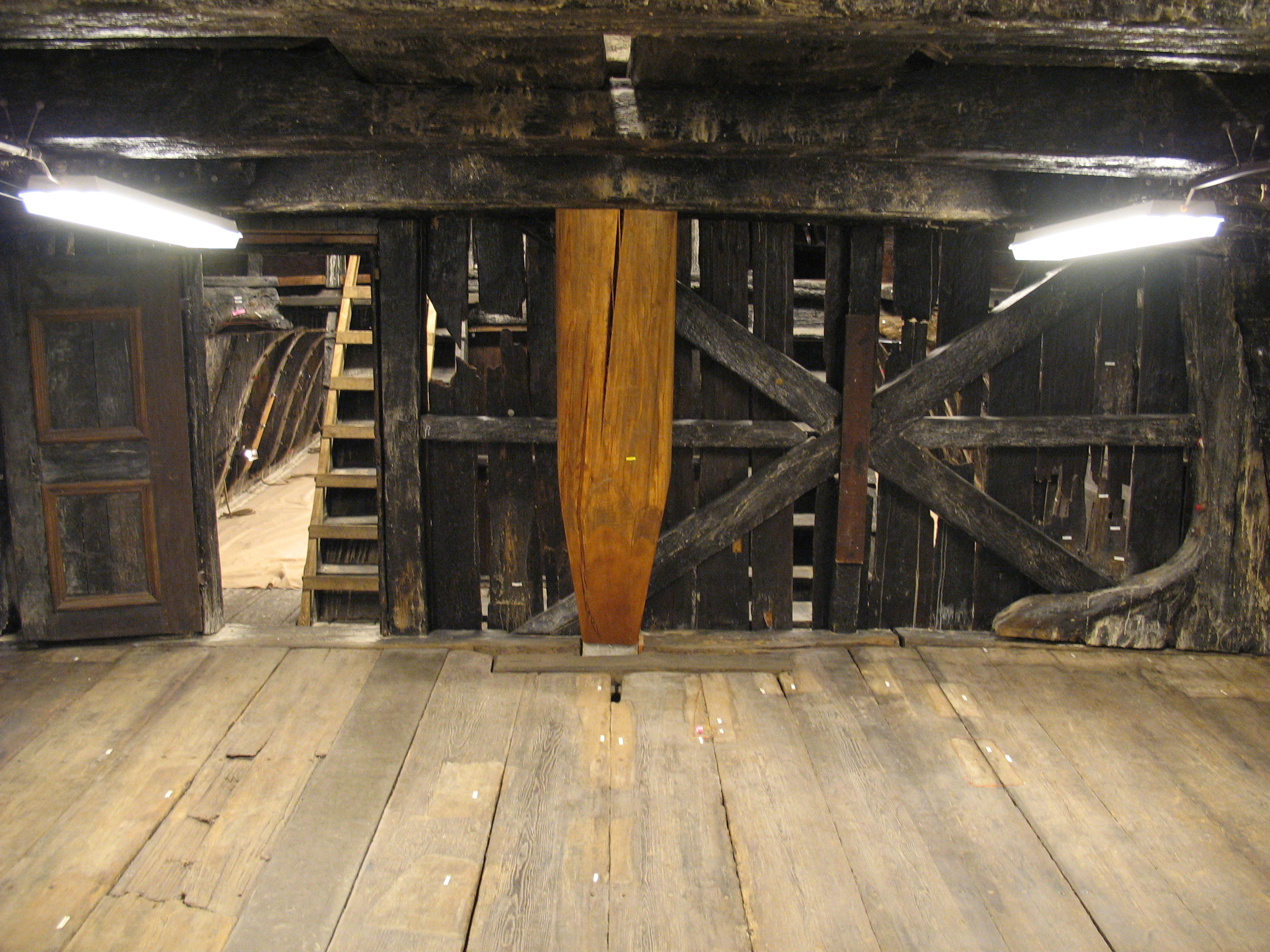
Carlinga do mastro de mezena do Vasa.

A carlinga é a "caixa" colocada junto da quilha onde as mechas do mastro(s) se apoiam. Nas embarcações de madeira, esta caixa era cheia de sal para evitar a corrosão da madeira pela água doce da chuva e da humidade.
Na aviação, a carlinga corresponde à cobertura do posto do(s) pilotos/navegador/bombardeiro.